# Människor i händelsernas centrum
Människor i händelsernas centrum är en bok utgiven 2006 där författaren Johan Romin har intervjuat människor som var med om några av de största händelserna under andra världskriget och framåt. Boken innehåller även bilder och faktaavsnitt.